# Physalis sancti-josephi
Physalis sancti-josephi är en potatisväxtart som beskrevs av Michel Félix Dunal. Physalis sancti-josephi ingår i släktet lyktörter, och familjen potatisväxter. Inga underarter finns listade i Catalogue of Life.